# 1-й гвардейский мотострелковый полк
1-й гвардейский мотострелковый Севастопольский Краснознамённый, ордена Александра Невского полк имени 60-летия СССР (сокр. 1 мсп, в/ч 31135) — тактическое формирование Сухопутных войск Российской Федерации.
Полк находится в составе 2-й гвардейской мотострелковой дивизии с пунктом постоянной дислокации в пгт Калининец Московской области.

## История
В январе 1954 года 1-й гвардейский стрелковый Севастопольский Краснознамённый, ордена Александра Невского полк, на основании директивы командующего войсками Московского военного округа от 30 декабря 1953 года переформирован и переименован с сохранением присвоенных ранее отличий и наименований в 73-й гвардейский механизированный полк (в/ч 61896) 23-й гвардейской механизированной дивизии (2-го формирования).
5 июня 1957 года 73-й гвардейский механизированный полк, директивой командующего Московского военного округа от 26 марта 1957 года, преобразован в 73-й гвардейский мотострелковый полк 23-й гвардейской мотострелковой дивизии.
Приказом министра обороны СССР № 00147 от 17 ноября 1964 года в целях сохранения боевых традиций 23-я гвардейская мотострелковая дивизия была переименована во 2-ю гвардейскую мотострелковую дивизию.
Приказом Министерства обороны СССР № 0229 от 17 декабря 1982 года за отличные показатели в учениях полку присвоено имя «60-летия СССР».
В 1985 году полк был награждён вымпелом министра обороны СССР «За мужество и воинскую доблесть».
В мае 1990 года 73-му гвардейскому мотострелковому полку был возвращён номер времён ВОВ — 1-й гвардейский мотострелковый полк.
На начало 1991 года 1-й гвардейский мотострелковый Севастопольский Краснознамённый, ордена Александра Невского полк имени 60-летия СССР имел на вооружении: 35 — танков Т-72; 141 — бронетранспортёр (46 — БТР-80, 95 — БТР-70); 5 — боевые машины пехоты (3 — БМП-1, 2 — БРМ-1К); 12 — 122-мм гаубиц Д-30; 3 — машин командира батареи 1В18 «Клён-1»; 1 — машина командира дивизиона 1В19; 1 — подвижный разведывательный пункт ПРП-3 «Вал»; 5 — командно-штабных машина Р-145БМ «Чайка»; 2 — подвижных пункта управления подразделений ПВО ПУ-12; 1 — плавающий бронетранспортёр МТ-ЛБТ.
С 24 декабря 1999 года по 3 мая 2000 года личный состав полка принимал участие в контртеррористической операции на территории Чеченской Республики. Воины полка прошли боевой путь от Алхан-Юрта до посёлка Калиновская, участвовали в операциях по освобождению города Грозный, населённых пунктов Гойты, Гикаловский, Саной, Шатой, Шаро-Аргун, Аргун, Гудермес. За образцовое выполнение воинского долга, героизм и стойкость орденом Мужества награждено 126 военнослужащих, медалью «За воинскую доблесть» II степени — 8, медалью Суворова — 14, медалью «За отвагу» — 17, орденом «За военные заслуги» — 3, командир полка гвардии полковник Дворников А. В. награждён орденом «За заслуги перед Отечеством» IV степени.
На 2007 год 1-й гвардейский мотострелковый полк располагался в посёлке Калининец, имел численность 2380 человек и следующее вооружение: 31 — танк Т-80; 147 — бронетранспортёров (146 — БТР-80, 1 — БТР-70); 2 — боевые машины пехоты БМП-2; 5 — боевых разведывательных машин БРМ-1К); 24 — 152-мм самоходных гаубиц 2С3 «Акация»; 1 — подвижный разведывательный пункт ПРП-4; 2 — подвижных пункта управления подразделений ПВО ПУ-12; 1 — командно-штабная машина Р-145БМ «Чайка»; 3 — разведывательные химические машины РХМ-4; 2 — танковых мостоукладчика (1 — МТУ-55, 1 — МТУ-20).
15 мая 2009 года, в ходе военной реформы 2008—2009 гг. 1-й гвардейский мотострелковый полк был расформирован, личный состав полка направлен на укомплектование подразделений 5-й отдельной гвардейский мотострелковой бригады.
4 мая 2013 года решением министра обороны Российской Федерации Сергея Шойгу на базе 5-й отдельной гвардейский мотострелковой бригады и других воинских частей, дислоцированных в Подмосковье, была воссоздана 2-я гвардейская мотострелковая Таманская ордена Октябрьской Революции, Краснознамённая, ордена Суворова дивизия. В составе дивизии также был восстановлен 1-й гвардейский мотострелковый Севастопольский Краснознамённый, ордена Александра Невского полк имени 60-летия СССР (в/ч 31135).
23 апреля 2014 года полку было вручено Боевое знамя нового образца.
В 2022 году полк принимал участие в полномасштабном вторжении России на Украину. 10 апреля 2022 года погиб командир полка подполковник Денис Межуев. 11 июля 2022 года погиб майор Александр Ананичев, исполнявший обязанности Межуева. Посмертно награждён званием Герой РФ.